# 해미읍성 전통문화공연
해미읍성 전통문화공연은 충청남도 서산시 해미읍성에서 열리는 공연 프로그램이다. 매년 4~10월까지 매주 토요일 오후에 줄타기, 대북, 승무 등의 공연이 해미읍성 잔디마당에서 열리며, 누구나 무료로 관람이 가능하다.

## 공연 주제
- 2017년: 야단법석 - 신명날 제

## 수상 내역
- 2015년 문화체육관광부 선정 한국관광 100선[1]
- 2017년 문화체육관광부 선정 상설문화관광프로그램[2]

## 갤러리

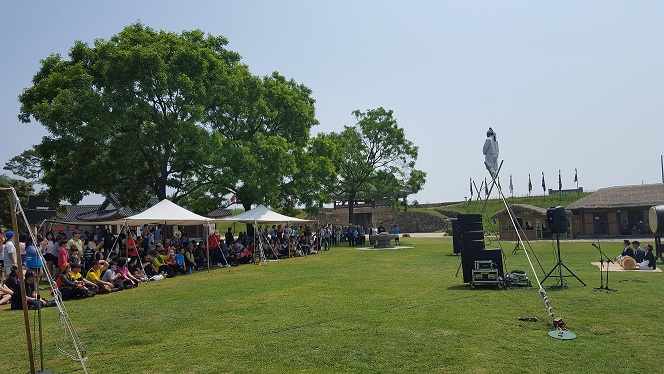
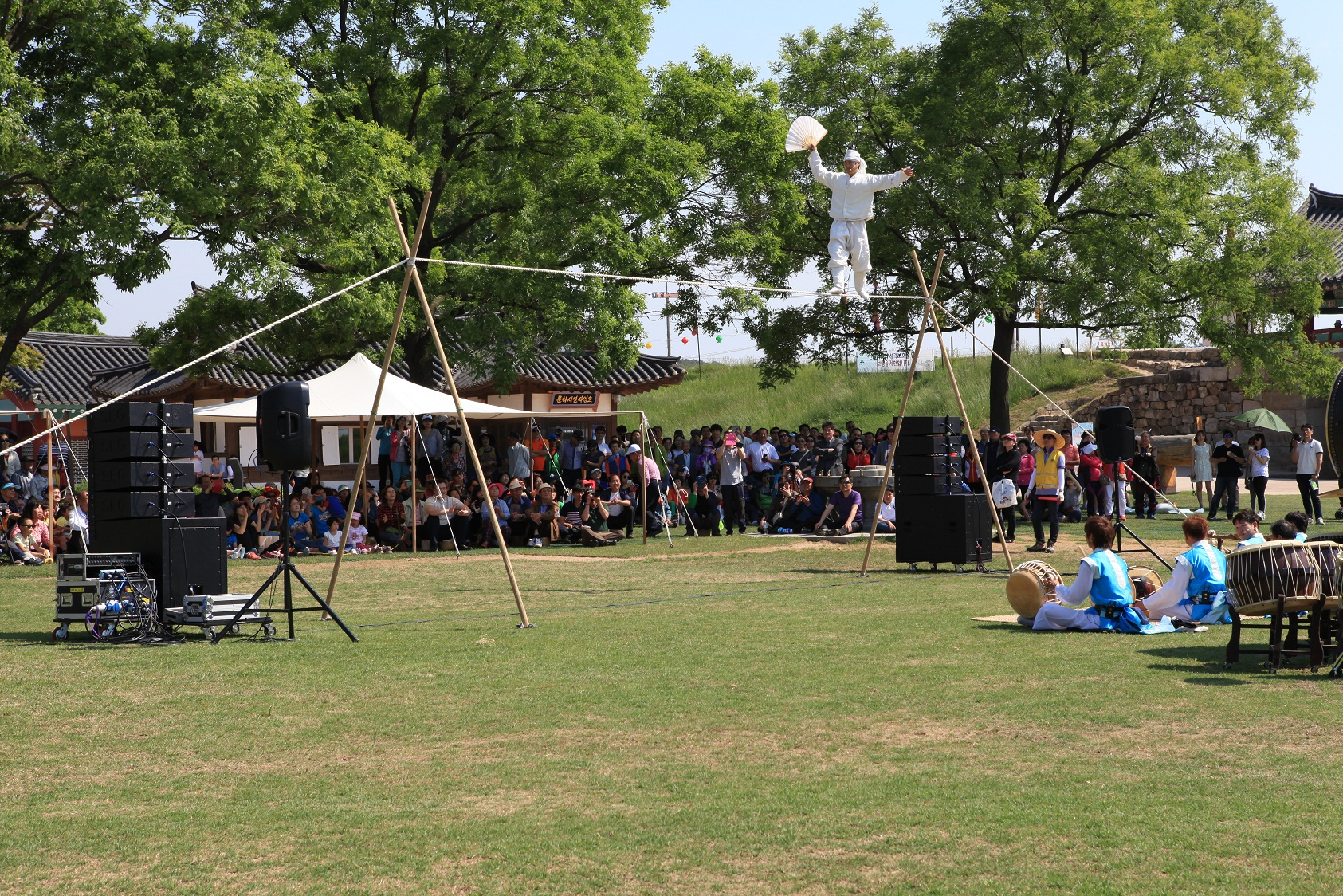
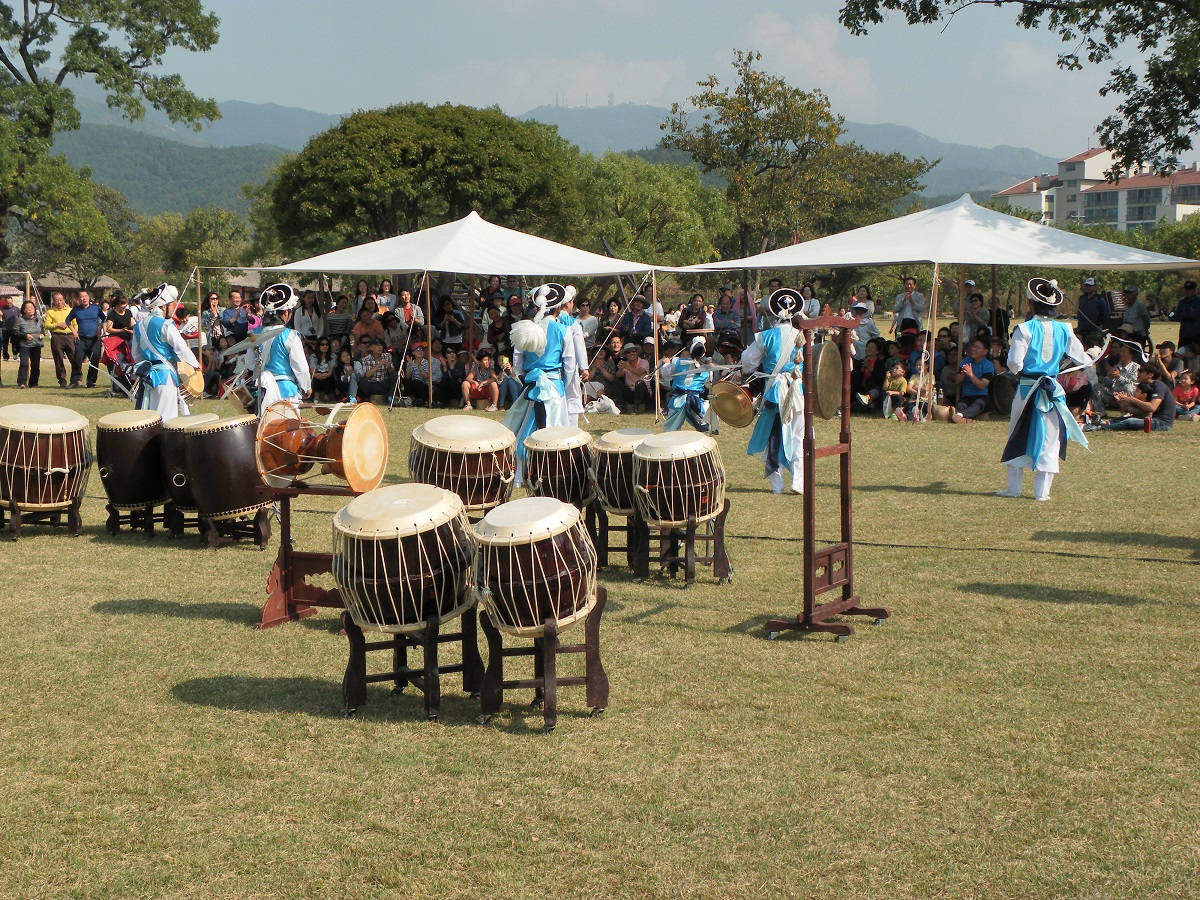
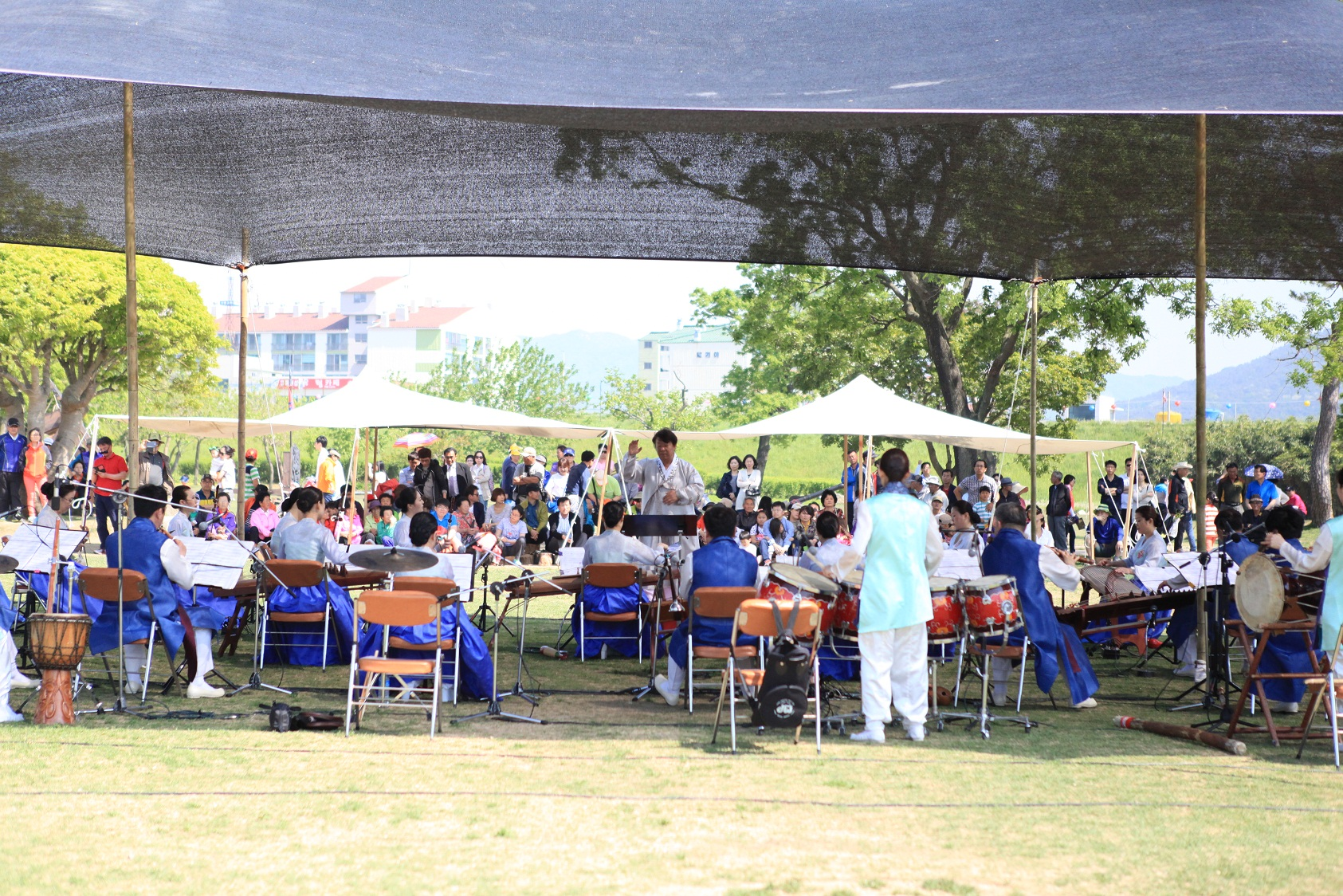